# Alternancia de código
Alternancia de código o cambio de código (code-switching en inglés) es una locución en lingüística que se refiere al uso de dos o más idiomas en un mismo discurso, enunciado o frase, sin violar las reglas fonológicas o sintácticas de ninguna de las lenguas. Entre los hablantes con conocimiento de más de una lengua es normal la mezcla, a menudo inconsciente, de varios idiomas en la misma frase. Un hablante puede decirle a otro una frase como «I'm sorry I cannot attend next week's meeting porque tengo una obligación de negocios en Boston, pero espero que I'll be back for the meeting the week after», en que va cambiando de idioma inconscientemente.
La alternancia difiere de otros fenómenos de contacto entre lenguas como préstamos lingüísticos, pidgins, lenguas criollas y calcos. Los préstamos afectan el léxico, las palabras que conforman un idioma, mientras que la alternancia de código ocurre al nivel del enunciado. Las lenguas pidgins se forman cuando dos o más hablantes no tienen un idioma en común y crean uno para comunicarse. Por el otro lado, la alternancia de códigos requiere que los hablantes, ya sean bilingües o multilingües, posean cierta fluidez verbal en los idiomas que hablan.
La expresión «alternancia de códigos» también se utiliza fuera del campo de la lingüística. Expertos en literatura usan la locución para describir estilos literarios que incluyen elementos de varios idiomas, como lo hacen escritores de novelas sino-estadounidenses, angloindias o hispanoamericanas. En el uso popular, la alternancia de código a veces se refiere a la mezcla informal pero relativamente estable de dos lenguas, por ejemplo, el espanglish, el taglish o el hinglish. Tanto en el uso popular como en el estudio de la sociolingüística, la expresión «alternancia de código» puede referirse a alternancias entre dialectos, estilos o registros. Esta forma de alternancia se practica, por ejemplo, por hablantes de inglés afroestadounidense vernáculo cuando pasan de un contexto menos formal a uno más formal. Tales cambios, cuando son ejecutados por figuras públicas como políticos, son muchas veces criticados como inauténticos o poco sinceros.

## Tipos de alternancia
Los académicos distinguen varios tipos de alternación: 
- El cambio interfrase (en inglés: intersentential switching) se produce fuera del nivel oracional (i.e. al final de una oración o una cláusula).[10][11] A veces se llama cambio «extrafrase».[12]
- El cambio intrafrase se produce dentro de la oración o cláusula.[10][12] En la alternación entre español e inglés, uno podría decir "La onda is to fight y jambar." ("La onda es pelear y jambar." siendo jambar el vocablo mexicano para hartarse)[13]
- El cambio de coletilla (en inglés: tag switching) es el cambio de o una frase o una palabra de un idioma a otro (común en el cambio intrafrase).[10] En la alternancia entre español e inglés, uno podría decir, "Él es de México y así los criaron a ellos, you know." ("Él es de México y así los criaron a ellos, sabes.")[14]
- El cambio intrapalabra (en inglés: intra-word switching) se produce dentro de la palabra misma, por ejemplo, en el límite entre morfemas.[12]

La mayoría de los estudios de alternancia de código se enfocan en el cambio intrafrase, lo que requiere nuevas reglas híbridas, mientras que los demás ejemplos de cambio siguen la gramática de un idioma u otro. El cambio intrafrase puede ser alternacional o insercional. El cambio alternacional da lugar a una gramática nueva que combina las gramáticas de los idiomas usados. El cambio insercional consiste en la "inserción de elementos de un idioma en el marco morfosintáctico del otro."

## Alternancia en general
Hablantes bilingües con varias habilidades lingüísticas pueden alternar -- hablantes con un idioma dominante además de los con habilidades similares en todos los idiomas que alternan. Casos de cambio interfrase y cambio de coletilla no tienen que mostrar una competencia bilingüe, por solo requerir un conocimiento básico, como el uso de préstamos léxicos, mientras que el cambio intrafrase y dentro de palabras puede necesitar una familiaridad íntima con los idiomas de alternancia. Las razones detrás de alternancia son complejas, pero incluyen asuntos de identidad lingüística, asociación con grupos de habla específicos y aún el prestigio relacionado con ciertos idiomas. En algunos casos y en cuanto a algunos hablantes, el uso de alternancia no representa un propósito lingüístico, sino sirve simplemente como una manera de habla familiar -- y algunos hablantes no se dan cuenta de haber alternado.
Hay tres perspectivas específicas en el estudio de la alternancia: la psicolingüística, la estructural y la sociolingüística. La primera perspectiva se enfoca más en aspectos cognitivos de la alternancia, la segunda en las reglas de idiomas y como se extienden en casos de alternancia, y la tercera se interesa más con las razones individuos de uso, normas sociales y comunidades de habla específicas.

## Espanglish
El espanglish se da principalmente en Estados Unidos, en las comunidades hispanohablantes de algunos estados de los EE. UU.; como Arizona, Florida, Georgia, Texas, California, Nuevo México o  Nueva York, y por movimientos de población, también en Puerto Rico y en algunas zonas de México y otros países sud- y centroamericanos. Su uso puede ser común en zonas más lejanas debido a la influencia de películas, televisión o música; así como por la presencia de enclaves coloniales estadounidenses en países hispanohablantes, tales como la Zona del Canal de Panamá, donde el control estadounidense influyó en diversos aspectos de la sociedad panameña.
Durante los años 40 y 50, muchos académicos consideraban que la alternancia de códigos no tenía la misma validez como el habla monolingüe. Aunque esta opinión ha cambiado hasta cierto punto, todavía hay prejuicios escolásticos y populares hoy en día sobre la alternancia y hablantes que la usan. La alternancia se ve entre algunos grupos como una falta de comprensión de las normas gramaticales y prescriptivas de los dos idiomas -- aunque investigaciones recientes han mostrado que la alternancia no es una falta de habilidad, sino una manera de expresarse por un sistema lingüístico amplio con recursos de ambos idiomas. En el caso del espanglish, estos dos sistemas son español e inglés.
El Dictionary of American Regional English recogía en 1972 los primeros ejemplos de este sistema de habla bilingüe. Se notó en los barrios hispanos de Miami, Nueva York y Los Ángeles y, por filtración, luego se fue extendiendo por las ciudades. El término apareció por primera vez en la columna «Teoría del Espanglish», por el humorista puertorriqueño Salvador Tió, publicada originalmente en el periódico El Diario de Puerto Rico en 1948. Más tarde la columna aparece nuevamente en su libro A fuego lento, editado por la editorial de la Universidad de Puerto Rico en los años cincuenta. En su teoría, Tió explica que el espanglish es la españolización del inglés. 
Debido a la influencia del norte, hay varias instancias de la alternancia que se puede observar en el habla diario de ciertas partes de México. Por ejemplo, los préstamos parquear (estacionar, park) y wacha (observa, watch) muestran una tendencia de eficiencia que es común entre hispanohablantes que tienen contacto con el inglés. Otro ejemplo sería la frase «vacunar la carpeta» (del inglés, vacuum the carpet) en lugar de «aspirar (el polvo de) la alfombra». Pero no solo se cambian las palabras sino que se usan mezcladas con el español creando una oración con el uso de 2 idiomas. 
Se trataría de la apropiación de otra lengua por la necesidad de expresión de unas comunidades hispanoparlantes marginadas lingüísticamente (hasta la época actual de las "autopistas de la información") y coaccionadas mediática y burocráticamente por la comunidad angloparlante,[cita requerida] creando formas más o menos híbridas. El proceso inverso afecta al inglés con respecto al español por tener el inglés estatus de lingua franca en varias regiones del mundo.

## Ejemplos de alternancia
Ana Celia Zentella muestra un ejemplo de alternancia que proviene de su trabajo con hablantes bilingües de español puertorriqueño e inglés en Nueva York. En este ejemplo, Marta interacciona en español e inglés con Ana Zentella en su apartamento mientras que su hermana menor Lolita está en otra habitación. 
Marta: Ana, if I leave her here would you send her upstairs when you leave? ("Ana, ¿si la dejo en casa, la enviarías arriba cuando sales?")
Ana: I’ll tell you exactly when I have to leave, at ten o’clock. ("Te digo exactamente cuando tengo que salir.") Y son las nueve y cuarto.
Marta: Lolita, te voy a dejar con Ana. Thank you, Ana. ("Gracias, Ana.")
Zentella explica que los niños del barrio puertorriqueño hablan inglés y español. El inglés es el idioma predominante, pero las instancias de alternancia son muy frecuentes.
En una escena de la novela bilingüe, Yo-Yo Boing!, escrito por Giannina Braschi, se presentan otros ejemplos de alternancia.
Hablante 1: Tú crees que hay más de tres grandes poetas en una lengua en una centuria. A ver: Vallejo, Neruda, Darío, Lorca, Jiménez, Machado. Very few. (Cambio interfrase)
Hablante 2: It depends what you are looking for. (Cambio interfrase)
Hablante 1: I'm looking for the creators. If you want to accept los maestros,  (Cambio de coletilla) then you include: Huidobro, Cernuda, Alberti, Alexandre, Salinas, Guillén. (Cambio interfrase) Sí, son maestros, pero no creadores.
Hablante 2: Tú eres demasiado rígida.
Hablante 1: No, es que las puertas del Parnaso son muy estrechas. Alexandre puede ser mejor poeta que Lorca, pero no más grande. Lorca es común, pero es un creador. Many masters are better poets than the creators, but they are not greater. (Cambio interfrase) La grandeza no es mejor. A veces es peor. There are many singers with a better voice than María Callas. But she sang great. (Cambio interfrase) Y la grandeza no se puede definir. Porque está llena. Es como el sol. Algo lleno de luz y redondo. No le hace falta nada. Y te llena. Te deja llena. Te colma. Es algo que instaura. Y afirma su instauración. Se implanta. Se planta. Se queda ahí, como una instalación, en un espacio. Es como la belleza.
Hablante 2: What a pity. (Cambio interfrase)